# چیزرانو
چیزرانو (به ایتالیایی: Ciserano) یک کومونه در ایتالیا است که در استان برگامو واقع شده‌است. چیزرانو ۵٫۲ کیلومتر مربع مساحت و ۵٬۲۷۰ نفر جمعیت دارد و ۱۵۹ متر بالاتر از سطح دریا واقع شده‌است.